# جون بونهام
جون هنري بونهام (31 مايو 1948 - 25 سبتمبر 1980) هو موسيقي إنجليزي كان عازفًا للطبول في فرقة الروك ليد زيبلين. وقد اشتهر بسرعته وقوته وركلته السريعة على قدم واحدة وصوته المميز وإحساسه بالإيقاع، ويُعتبر أحد أعظم عازفي الطبول وأكثرهم تأثيرًا في التاريخ.
وُلِد بونهام في عام 1948 في ريديتش بورشيسترشاير وبدأ تعلم العزف على الطبول في سن الخامسة، كما حصل على طبلة صغيرة في سن العاشرة ومجموعة طبول كاملة في سن الخامسة عشرة. وقد لعب مع العديد من الفرق الموسيقية المحلية أثناء الدراسة وبعدها، وفي النهاية لعب في فرقتين مختلفتين مع روبرت بلانت. وبعد زوال فرقة الياردبيردز في عام 1968 انضم بونهام إلى بلانت وعازف الجيتار جيمي بيج وعازف الجيتار باس جون بول جونز لتشكيل فرقة ليد زبلين.
أظهر بونهام أسلوب الروك القوي ولكنه تعامل أيضًا مع موسيقى الفانك والإيقاعات المتأثرة باللاتينية في إصدارات ليد زبلين اللاحقة. مثل كيث مون من فرقة ذا هو كما نمت مجموعة طبول بونهام في الحجم بعد جولات الحفلات الموسيقية للفرقة عام 1969 بما في ذلك الكونجا أو التيمباني والجونج. وقد كانت مقطوعته المنفردة "موبي ديك" من بين أغاني الألبوم الثاني للمجموعة وكانت عنصرًا أساسيًا في حفلاتهم الموسيقية وغالبًا ما كانت تستمر لأكثر من 20 دقيقة. خارج فرقة لد زيبلين عزف بونهام على الطبول لفنانين آخرين بما في ذلك عائلة دوج وصراخ اللورد سوتش ولولو وجيمي ستيفنز ووينغز. حيث بقي بونهام يعزف مع فرقة ليد زيبلين حتى وفاته المفاجئة عن عمر يناهز الـ32 عامًا وذلك في سبتمبر 1980 بعد يوم من الإفراط في الشرب. فقام الأعضاء الناجون بحل المجموعة احترامًا لبونهام.
كان بونهام عازف طبول علم نفسه بنفسه إلى حد كبير، وتأثر بـ ماكس روتش وجين كروبا وبادي ريتش. وعلى الرغم من أنه كان معروفًا في المقام الأول بأسلوبه في الروك الثقيل خلال حياته، إلا أن شهرته كعازف طبول نمت إلى ما هو أبعد من هذا النوع بعد وفاته. ولقد أثر على العديد من عازفي الطبول بما في ذلك ديف غرول ونيل بيرت وتشاد سميث وديف لومباردو. كما تم إدخاله بعد وفاته إلى قاعة مشاهير الروك آند رول في عام 1995 كعضو في فرقة ليد زيبلين. وفي عام 2016 أطلقت عليه مجلة رولينج ستون لقب أعظم عازف طبول على الإطلاق.

## أولى سنوات حياته
وُلِد جون هنري بونهام في 31 مايو 1948 في ريديتش بورشيسترشاير في إنجلترا لوالديه جوان وجاك بونهام. وقد بدأ تعلم العزف على الطبول في سن الخامسة وذلك بصنع مجموعة من الحاويات وعلب القهوة، تقليدًا لقدوته ماكس روتش وجين كروبا وبادي ريتش. حيث أعطته والدته طبلة عندما كان في العاشرة من عمره. وحصل على طقم الطبول الأول الخاص به وهو عبارة عن مجموعة برميير بركتشن وذلك من والده عندما كان في الخامسة عشرة من عمره. كما لم يتلقى بونهام دروسًا رسمية في العزف على الطبول على الإطلاق، على الرغم من أنه تلقى نصائح من عازفي الطبول الآخرين في ريديتش. وأثناء وجوده في المدرسة بين عامي 1962 و1963 انضم بونهام إلى بلو ستار تريو وجيري ليفين آند ذا أفنجرز.
التحق بونهام بمدرسة لودج فارم الثانوية الحديثة حيث كتب مدير المدرسة في تقريره أنه "سينتهي به الأمر إما كعامل نظافة أو مليونيراً". وبعد ترك المدرسة في عام 1964 عمل لدى والده كمتدرب نجار بين الطبول للفرق المحلية. أما في عام 1964 فقد انضم بونهام إلى أول فرقة شبه احترافية له وهي فرقة تيري ويب آند ذا سبايدرز والتقى بزوجته المستقبلية بات فيليبس في نفس الوقت تقريبًا. كما لعب في فرق أخرى من برمنغهام مثل ذا نيكي جيمس موفمنت وذا سنترز حيث قدم معهم أغنية واحدة بعنوان "She's a Mod"، وذلك في عام 1964 في استوديوهات هوليك وتايلور في برمنغهام. حيث أصبح بونهام متفرغًا للعزف على الطبول بشكل كامل. وبعد عامين انضم إلى أواي أوف لايف. وبعد زوال الفرقة انضم بونهام إلى فرقة بلوز تسمى كرولينغ كينغ سنيكس حيث كان المغني الرئيسي فيها هو روبرت بلانت.
في عام 1967 وافق بونهام على العودة إلى أواي أوف لايف مع الحفاظ على التواصل مع بلانت. ثم قام بلانت بتشكيل فرقة باند أوف جوي واختار بونهام ليكون عازف الطبول. حيث سجلت الفرقة ديموس ولكن لم تسجل أي ألبوم. وفي عام 1968 قام المغني الأمريكي تيم روز بجولة في بريطانيا وطلب من فرقة باند أوف جوي افتتاح حفلاته. لكن عندما عادت روز بعد أشهر انضم بونهام إلى فرقة روز. وربما يكون بونهام قد لعب في تسجيل أبريل 1968 لأغنية "هوردي جوردي مان" لدونوفان على الرغم من أن هذا الأمر محل نزاع.

## حياته المهنية

### ليد زيبلين
بعد تفكك فرقة ياردبيردز في يوليو 1968 شكل عازف الجيتار جيمي بيج فرقة أخرى وقام بتجنيد بلانت والذي اقترح بدوره بونهام. وقد كانت اختيارات الصفحة لعازفي الطبول تشمل بي جي ويلسون وبول فرانسيس من فرقة بروكول هاروم. ومع ذلك عند رؤية بونهام يعزف على الطبول لتيم روز في أحد النوادي في هامبستيد بشمال لندن في يوليو 1968 اقتنع بيج والمدير بيتر جرانت بأنه كان مثاليًا للمشروع، الذي عُرف في البداية باسم نيو ياردبيردز ثم باسم ليد زيبلين. وكان بونهام مترددا في البداية. حيث أرسل بلانت ثمانية برقيات إلى حانة بونهام "ثلاثة رجال في قارب" في والسال، والتي أعقبتها 40 برقية من جرانت. وكان بونهام يتلقى أيضًا عروضًا أكثر ربحية من جو كوكر وكريس فارلو لكنه قبل عرض جرانت. كما يتذكر قائلاً: "لقد قررت أنني أحب موسيقاهم أكثر من موسيقى كوكر أو فارلو".

شعار الدوائر الثلاثة المتقاطعة لبونهام لألبوم ليد زيبلين الرابع

خلال الجولة الأولى لفرقة لد زبلين في الولايات المتحدة في ديسمبر 1968 أصبح بونهام صديقًا لعازف الطبول في فرقة فانيلا فودج كارمين أبيس. حيث قدم له أبيس طبول لودفيج والتي استخدمها بعد ذلك لبقية حياته المهنية. كان ضربه القوي واضحًا في العديد من أغاني لد زبلين بما في ذلك "مودي دك" ( لد زيبلن 2 )، و"إميغرنت سونغ" ( ليد زيبلين 3 )، و"عندما ينكسر السد" ( ليد زيبلين 4)، و"كشمير" (كتابات فيزيائية على الجدران)، و"المحيط" (البيوت المقدسية)، و"موقف أخيل الأخير" (حضور). كما سمح بيج لبونهام باستخدام طبلة الجهير المزدوجة في عرض توضيحي مبكر لأغنية "كومينكيشن بريك داون" لكنه ألغى المسار بسبب "الإفراط في استخدام" بونهام لها. ويلتقط التسجيل الاستوديو لأغنية "مستي ماونت هوب" ديناميكياته وهو ما يظهر بشكل مماثل في أغنية "نو كورتر". أما في المقاطع من الألبومات اللاحقة فقد تعامل بونهام مع موسيقى الفانك والطبول المتأثرة باللاتينية. والأغاني مثل "رويال اورليانز" و"فول إن ذا رين" هي أمثلة حيث تعرض على التوالي خلطًا لموسيقى نيو أورليانز وخلطًا لموسيقى الاستراحة بين الشوطين.
كانت معزوفاته المنفردة على الطبول والتي كانت تُسمى في البداية "فرحة بات" ثم "موبي ديك" تستمر لمدة 20 دقيقة في كثير من الأحيان. أما في بعض الأقسام فقد استخدم يديه العاريتين على طبوله لتقليد صوت طبلة يدوية متدرجة. كما ظهرت في تسلسل بونهام لفيلم ’ الأغنية تبقى كما هي’ سباقات السحب في سانتا بود ريسواي على أنغام أغنيته المنفردة "موبي ديك". وفي جولات لد زبلين بعد عام 1969 أدرج بونهام الكونجا والطبول الأوركسترالية والجونغ السيمفوني.

### مشاريع أخرى
في عام 1969 ظهر بونهام في أغنية أواي أوف لايف لفرقة ذا فاميلي دوغ مع بايج وعازف الجيتار في فرقة لد زبلين جون بول جونز. حيث لعب بونهام أيضًا مع سكريمينغ لورد سوتش في اللورد سوتش وهافي فريندز في عام 1970. لعب في أغنية لولو المنفردة عام 1971 "إفري بادي كلاب"، والتي كتبها موريس جيب وبيلي لوري. وفي عام 1972 شارك في ألبوم من إنتاج موريس جيب لجيمي ستيفنز بعنوان دونت فريك مي آوت في المملكة المتحدة وبايد ماي دوس في الولايات المتحدة ويُنسب إليه اسم "الجوزاء" (برجه الفلكي). كما كان يعزف على الطبول لصديقه برمنغهام وروي وود في أغنية "كيب يور هاندز أون ذا ويل" وهي الأغنية التي تم إصدارها لاحقًا في ألبومه عام 1979 أون ذا رود أجين وفي ألبوم وينغز باك تو ذا إغ في مقطوعات "ثيم روكسترا" و"سو غلاد تو سي يو هير". كما ظهر أيضًا في النسخة التجريبية لأغنية "بي وير ماي لاف" لبول مكارتني آند وينغز والتي تم تسجيلها لأول مرة في عام 1975؛ وظلت غير منشورة حتى عام 2014 مع إصدار الألبوم وينغز آت ذا سبيد أوف ساوند. حيث كان بونهام أفضل رجل في حفل زفاف توني إيومي عضو فرقة بلاك ساباث.
في عام 1974 ظهر بونهام في فيلم ابن دراكولا وهو يعزف على الطبول في فرقة كونت داون (هاري نيلسون). كما ظهر بونهام في تشكيلة الطبول بما في ذلك كيث مون ورينجو ستار في ألبوم الموسيقى التصويرية.

## الحياة الشخصية
كان لدى بونهام شقيق أصغر ميك بونهام (1950-2000) وهو دي جي ومؤلف ومصور، وأخت أصغر ديبورا بونهام (مواليد 1962) وهي مغنية وكاتبة أغاني. وتوفيت والدة بونهام جوان عن عمر يناهز 85-86 عامًا في 10 فبراير 2011. وقد غنت لفرقة ذا زيمرز وهي فرقة مكونة من 40 عضوًا تم إنشاؤها نتيجة لفيلم وثائقي لهيئة الإذاعة البريطانية (بي بي سي) حول معاملة كبار السن. كما كان ابن عم بونهام بيلي (من مواليد 1950) يعزف على لوحة المفاتيح مع تيري ريد وأيس كيفورد.
كان بونهام متزوجًا من بات فيليبس وكان للزوجين طفلان. هما زوي بونهام (من مواليد 10 يونيو 1975) وهي مغنية وكاتبة أغاني تظهر في مؤتمرات ليد زيبلين. وجيسون بونهام (من مواليد 15 يوليو 1966) هو عازف طبول قام بالتسجيل أو التجول مع سامي هاجار آند ذا سيركل وبلاك كانتري كومونيون ويو إف أو وأجنبي وبونهام. وقد لعب جيسون مع فرقة ليد زيبلين في حفل لم شملهم بمناسبة الذكرى الأربعين لشركة أتلانتيك ريكوردز في 15 مايو 1988 ومرة أخرى في 10 ديسمبر 2007 في حفل تكريم أحمد إرتغون. كما يظهر مقطع فيلم من عام 1973 لجيسون البالغ من العمر سبع سنوات وهو يعزف على الطبول في فيلم ذا سونج ريمينز ذا سيم لفرقة ليد زيبلين. كما لعب أيضًا في الفرقة التي غطت أغنية "ستير واي تو هافن" في حفل توزيع جوائز مركز كينيدي لعام 2012 الذي أقامته فرقة ليد زيبلين. حيث ظهرت زوي وجيسون في حفل إدخال قاعة مشاهير الروك آند رول في عام 1995 مع الأعضاء الباقين على قيد الحياة من فرقة ليد زيبلين.

## وفاته

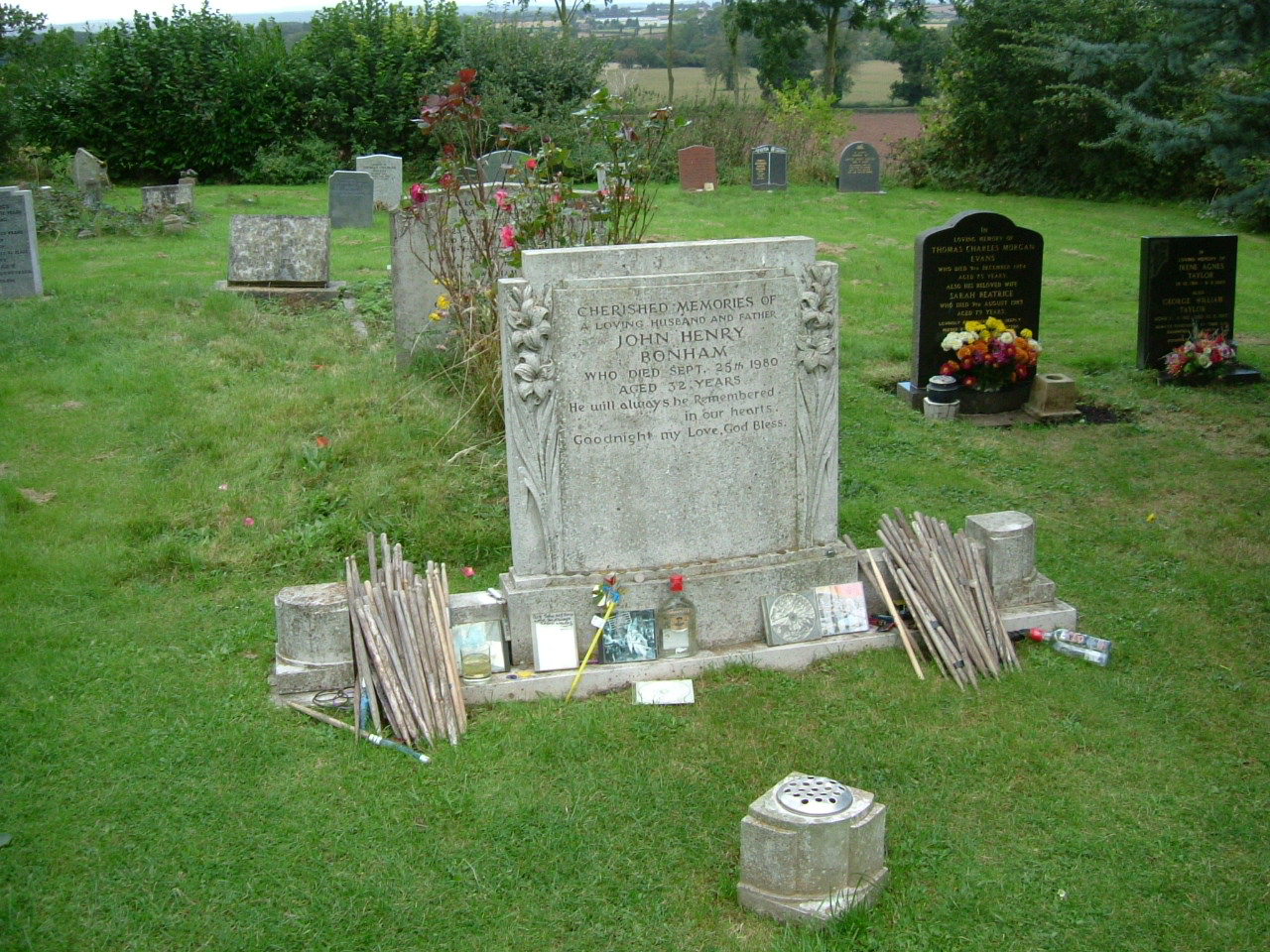
قبر بونهام في كنيسة سانت مايكل في راشوك في ورشيسترشاير إلى جانب أعواد الطبل التي تركها المعجبون تكريمًا له

في 24 سبتمبر 1980 تم اختيار بونهام من قبل مساعد ليد زيبلين ريكس كينج لحضور التدريبات في استوديوهات براي من أجل جولة في أمريكا الشمالية والتي ستبدأ في 17 أكتوبر في مونتريال؛ وكانت هذه أول جولة للفرقة منذ عام 1977. وخلال الرحلة طلب بونهام التوقف لتناول وجبة الإفطار حيث شرب أربعة أكواب من الفودكا الرباعية (16 جرعة بإجمالي يتراوح بين 400 و560 مل). وقد استمر في الشرب بكثرة أثناء التدريبات. ثم توقفت الفرقة عن التدريب في وقت متأخر من المساء ثم ذهبت إلى منزل بيج منزل الطاحونة القديم في كليوير بوندسور. وبعد منتصف ليل 25 سبتمبر نام بونهام فحمله أحدهم إلى السرير ووضعه على جانبه. وفي ظهر اليوم التالي عثر عليه جونز ومدير الجولة بنجي لوفيفر فاقدًا للوعي. وقد تم إعلان وفاة بونهام عن عمر يناهز الـ32 عامًا.
وأظهر التحقيق الذي أجري في 27 أكتوبر/تشرين الأول 1980 أنه خلال 24 ساعة تناول بونهام حوالي 40 جرعة (1-1.4 لتر) من الفودكا بنسبة 40% إيه بي في، وبعد ذلك تقيأ واختنق وهي حالة تُعرف باسم الشفط الرئوي. وكانت النتيجة هي الوفاة العرضية. ولم يعثر تشريح الجثة على أي مخدرات ترفيهية أخرى في جسد بونهام. ووفقًا لمجلة رولينج ستون كان بونهام قد تغلب مؤخرًا على مشكلة الهيروين وكان يتناول دواءً غير محدد للقلق والاكتئاب وقت وفاته.
تم حرق رفات بونهام ودفن رماده في 12 أكتوبر 1980 في مقبرة كنيسة القديس مايكل براشوك في ورشيسترشاير. وبدلاً من استبدال بونهام اختارت فرقة ليد زيبلين أن تتفكك. حيث قالوا في بيان صحفي صدر في 4 ديسمبر 1980: "نتمنى أن يكون معروفًا أن فقدان صديقنا العزيز والاحترام العميق الذي نكنه لعائلته جنبًا إلى جنب مع الشعور بالانسجام غير المنقسم الذي نشعر به نحن ومديرنا دفعنا إلى اتخاذ قرار بأننا لا نستطيع الاستمرار كما كنا".

## الفنية

### معدات

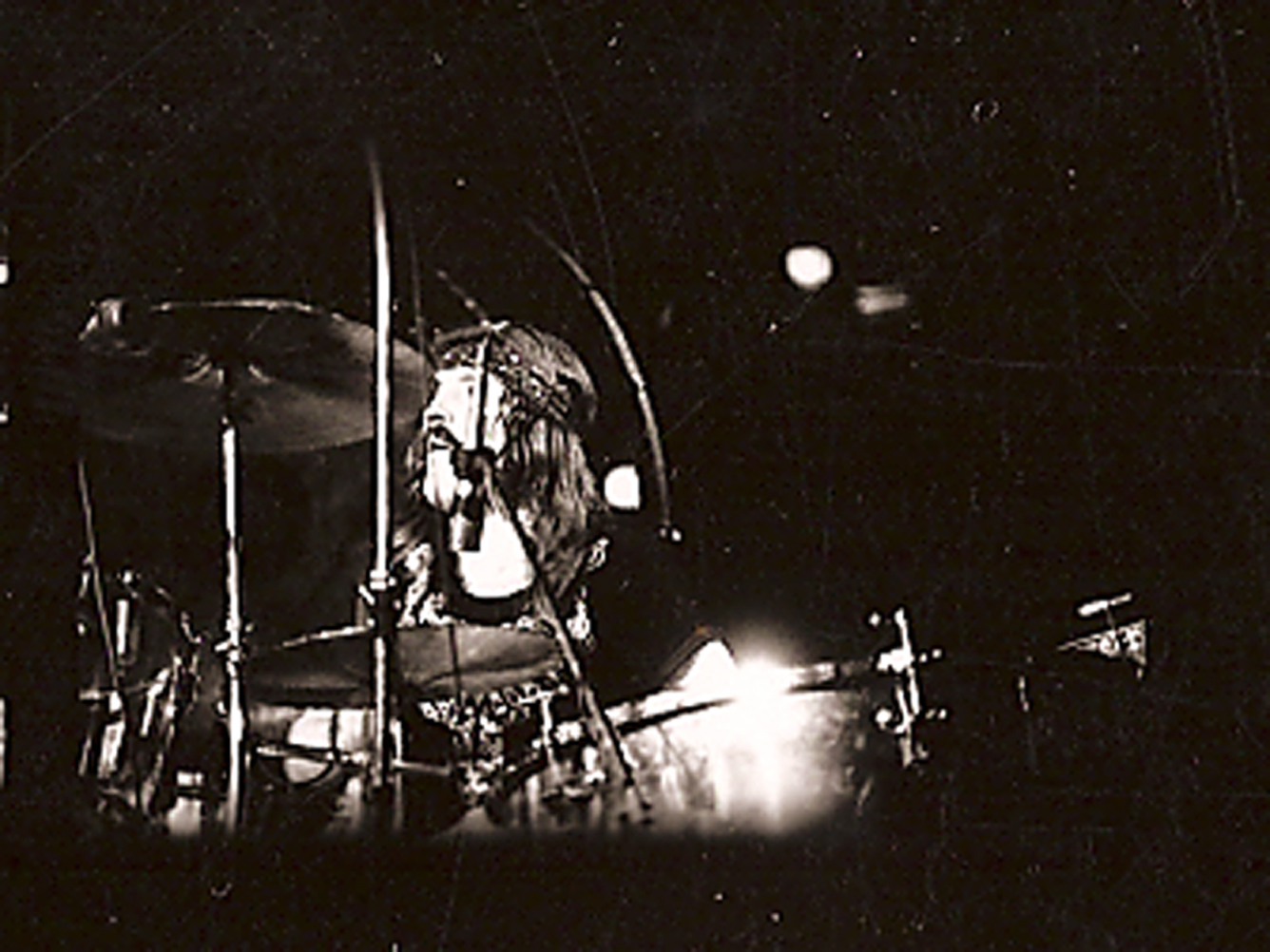
بونهام في حديقة ماديسون سكوير مع فرقة ليد زيبلين في عام 1973

في البداية استخدم بونهام طبول بريميير ولكن في أواخر الستينيات تم تقديم طبول لودفيج له بواسطة كارمين أبيس. وطوال ما تبقى من حياته المهنية أيد بونهام لودفيج. لكن في بعض الأحيان كانت دواسة الطبل الخاصة ببونهام تصدر صوت صرير. علق جيمي بيج في وقت لاحق:
المشكلة الحقيقية الوحيدة التي أتذكر مواجهتها كانت عندما كنا نجمع أول مجموعة من أغاني لد زبلين. كانت هناك دواسة طبول باس صاخبة بشكل رهيب في أغنية "سنس آيف بين لفينغ يو". وكانت تبدو أعلى وأعلى في كل مرة أسمعها! [يضحك]. وكان من الواضح أن هذا شيء تم تجاهله للأسف في ذلك الوقت.
في عام 2005 أعاد لودفيج إصدار مجموعات طبول بونهام بعدة أنماط وفي عام 2007 أصدر مجموعات من الفولاذ المقاوم للصدأ مماثلة لتلك التي استخدمها بونهام في جولات لد زبلين الأخيرة في السبعينيات.
استخدم بونهام صنجات بايستي ورؤوس الطبول ريمو. وقد كانت أجهزته عبارة عن مزيج من أجهزة روجرز ولودفيج بما في ذلك دواسة لودفيج سبيد كينج وسلسلة أجهزة روجرز سويف-أو-ماتيك. ففي البداية كان يوسع أدواته في العروض الحية بالطبول والكونغاس بالإضافة إلى الكاو بيل، وسرعان ما استقر على الطبول والجرس والرنجة التي ميزته والتي كانت مثبتة على حامل الهي هات الخاص به كإيقاع في إعداده بالإضافة إلى جرس البقر المذكور أعلاه.
غالبًا ما كانت عروض بونهام المنفردة على الطبول تتضمن العزف على طبول الأرض والصنوج بيديه العاريتين. وقد بدأ في استخدام هذه التقنية بالإضافة إلى تطوير أسلوب التحكم بالإصبع، متأثرًا بسماع تسجيلات الجاز التي قام بها عازف الطبول جو موريلو خلال أوائل الستينيات مع فرقته الأولى بلو ستار تريو.

## إرثه

### استقبال
بالنسبة لنقاد الموسيقى الذين لم يكونوا منفتحين على جوانب موسيقى الروك الصعبة في صوت ليد زيبلين فقد تم وصف أداء بونهام في بعض الأحيان (إلى جانب العناصر الأخرى في موسيقى ليد زيبلين) بأنه مبالغ فيه ويفتقر إلى الشعور بالتأرجح. فعلى سبيل المثال كتب جيم ميلر من مجلة رولينج ستون ما يلي في عام 1975 أثناء مراجعة كتاب فيزيكال غرافيتي: "بونهام ... هو عازف إيقاعي يعتمد على شرائح اللحم والبطاطس وتم اختياره بعناية كما يفترض المرء لقدرته على توفير قاع بطيء وثابت وصلب - لم يتهم أحد ليد زيبلين أبدًا بالتأرجح." في الفيلم الوثائقي لعام 2012 بيوير أوف مستر بايكر عزز إريك كلابتون فكرة أن لعب بونهام يفتقر إلى الدقة وأن بونهام ومعاصرته كيث مون من فرقة ذا هو لم يكونا متساويين من حيث المهارات الموسيقية مع جينجر بيكر عازف الدرامز لكلابتون في فرقة الروك في الستينيات كريم. "لا، لا، لا، لا، [يسخر]. لم يكن جينجر يشبه هؤلاء اللاعبين على الإطلاق. فقدراته الموسيقية كاملة. ويمكنه الكتابة والتأليف والترتيب، ولديه أذن، وهو متناغم. إنه موسيقي مكتمل التكوين."
لكن منذ وفاته استمرت شهرة بونهام في النمو خارج عالم موسيقى الروك الثقيلة، وبات أداءه الآن معترفًا به من قبل النقاد والموسيقيين باعتباره يستحق الدراسة الدقيقة. كان لدى مودرن درامر ما يقوله عن بونهام في عام 2010. "مثل كل موسيقي روك بريطاني تقريبًا في منتصف الستينيات، كان أعضاء فرقة ليد زيبلين يعزفون في مجموعات متخصصة في إصدارات معززة من الموسيقى الأمريكية السوداء مثل البلوز وآر&بي والجاز والسول. ولعزف هذه الموسيقى بشكل مقنع كان عليك أن تتأرجح، وقليل من عازفي الطبول في أي نوع كانوا يتأرجحون بنفس القدر من التباهي مثل جون بونهام ... وعلى الرغم من كل الاهتمام المستحق الذي حظيت به أفكاره المنفردة الرائعة أو براعته الإيقاعية أو براعته في العزف على الطبول، إلا أن جون بونهام كان قبل كل شيء عازفًا محترفًا."

### تأثير
من بين عازفي الطبول الروك الذين تأثروا ببونهام روجر تايلور وجوي كرامر ولي كيرسليك ونيل بيرت وديف غرول وتومي لي وبيتر كريس وتشاد سميث وديف لومباردو وبراد ويلك وجون دولمايان وإيان موزلي ويوشيكي وشينيا. كما أخبر فيل كولينز الذي أصبح عازف طبول في مسيرة بلانت الفردية بلانت أنه يريد العزف معه لأنه "أحب" طبول بونهام.
قال جرول: "كان جون بونهام يعزف على الطبول وكأنه شخص لا يعرف ماذا سيحدث بعد ذلك - وكأنه يتأرجح على حافة جرف. لم يقترب أحد من ذلك منذ ذلك الحين، ولا أعتقد أن أحدًا سيفعل ذلك أبدًا. أعتقد أنه سيظل إلى الأبد أعظم عازف طبول في كل العصور." كما قال سميث: "بالنسبة لي، كان جون بونهام أفضل عازف طبول روك على الإطلاق. وكان الأسلوب والصوت مميزين لشخص واحد. أي مجموعة طبول كان يعزفها، بدت مثله." وقال مايك بورتنوي: "كان أحد أعظم عازفي الطبول على الإطلاق. كان صلبًا كالصخر، وفريدًا من نوعه. تأرجحه وإحساسه لا مثيل لهما. لم يعزف أحد مثل جون بونهام، ولا يزال حتى يومنا هذا، لا أحد يستطيع العزف مثل جون بونهام - بقدر ما يحاول الجميع. سيظل إلى الأبد أحد أعظم عازفي الطبول الروك في تاريخ الموسيقى. وهو يستحق ذلك." كما أشاد به موسيقيون آخرون. حيث قال جون بول جونز أن بونهام كان "حلم عازف الجيتار". وقد علق بيج: "أحد الأشياء الرائعة في جون بونهام والتي جعلت الأمور سهلة للغاية [بالنسبة للمنتج] هو أنه كان يعرف حقًا كيفية ضبط طبوله، وأقول لك شيئًا، كان هذا نادرًا جدًا بين عازفي الطبول في تلك الأيام. كان يعرف حقًا كيفية جعل الآلة تغني، وبسبب ذلك كان بإمكانه الحصول على قدر كبير من الصوت منها بمجرد العزف بمعصميه. كانت مجرد تقنية مذهلة كانت شاملة إلى حد ما إذا كنت تعرف ما أعنيه."
تم أخذ عينات من طبول بونهام على نطاق واسع في موسيقى الهيب هوب؛ على سبيل المثال أخذت فرقة بيستي بويز عينات من أغاني "موبي دك" و"ذا أوشن" و"ون ذا لفي بريكس" في ألبومهم الأول لايسنسد تو 3. وقد تم أخذ عينات من إيقاع الطبول في الأغنية الشعبية "ريترن تو إنسينس" لفرقة إنغما من أغنية "وين ذا لفي بريكس" لفرقة لد زيبلن.

### الجوائز والتكريمات

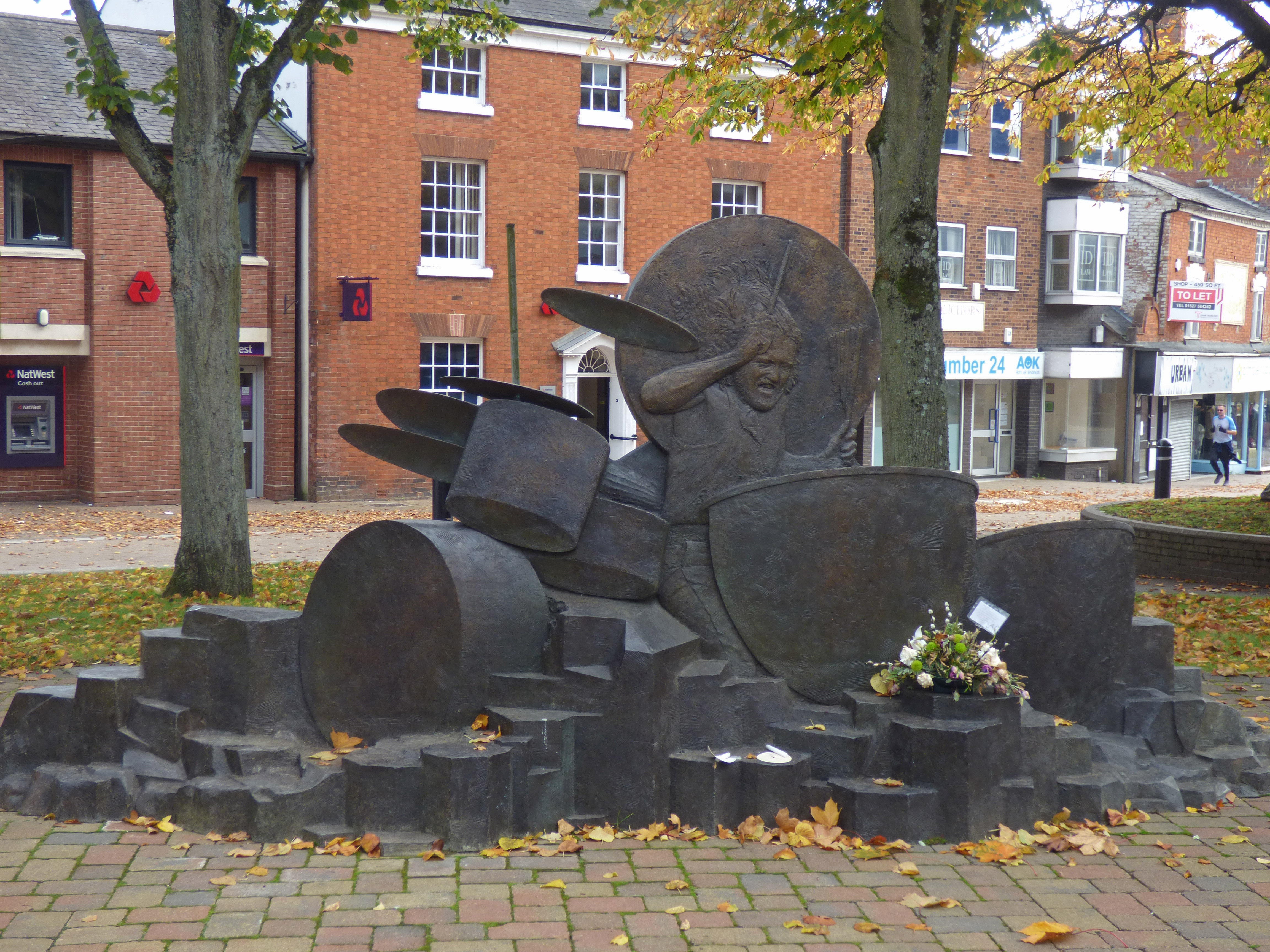
تمثال بونهام في ساحة ميرسيان بريديتش

تم وصف بونهام من قبل أول ميوزيك بأنه أحد أهم عازفي الطبول وأكثرهم شهرة وتأثيرًا في موسيقى الروك. وقد احتل بونهام المرتبة الأولى في قائمة مجلة كلاسيك روك ' 2005 لأعظم 50 عازف طبول في موسيقى الروك، ووصفه موقع مودرن درمر بأنه "أعظم عازف طبول روك أند رول في التاريخ". كما كتب آدم بودوفسكي رئيس تحرير مجلة مدرن درمر: "إذا كان ملك موسيقى الروك أند رول هو إلفيس بريسلي فإن ملك طبول الروك كان بالتأكيد جون بونهام".
في عام 2007 صنفت مجلة ستيلس بونهام في المرتبة الأولى من بين 50 عازف طبول روك عظيم، كما فعل موقع Gigwise.com في عام 2008، وفي سبتمبر 2008 تصدر بونهام قائمة Blabbermouth.net لـ "معجبي الروك الذين يريدون إعادتهم إلى الحياة" متقدمًا على إلفيس بريسلي وفريدي ميركوري. واختارته مجلة ريذم كأعظم عازف طبول على الإطلاق، وتصدر استطلاع رأي القراء لتحديد "أعظم 50 عازف طبول على الإطلاق" في أكتوبر 2009. وفي نهاية مسلسل بي بي سي 2 كنت في فرقة روك أند رول! في 5 يونيو 2010 تم اختيار بونهام كأفضل عازف طبول على الإطلاق.
تم إنتاج أغنية "بونز: ذا غروف ريمايند ذا سيم - ليلة تكريمًا لجون هنري بونهام" بواسطة عازف الطبول في فرقة وايت سنيك براين تيتشي، وفي لوس أنجلوس في 25 سبتمبر 2010 - الذكرى السنوية الثلاثين لوفاته. ومن بين عازفي الطبول البارزين الذين ظهروا في التكريم ستيفن أدلر ووفيني أبيس وكيني أرونوف وفرانكي بانالي وفريد كوري وجيمي دي أندا وجيمس كوتاك وكريس سليد ‏ وتشاد سميث وجو ترافيرز وسيمون رايت وابن جون جيسون بونهام. كما يتم تنفيذ تطبيق كارمين "Carmine ‏" عبر الفيديو. وفي عام 1988 قام الحائز على جائزة بوليتزر كريستوفر راوس بتأليف أغنية "بونهام" ‏ تكريماً له.
في استطلاع رأي قراء مجلة رولينج ستون، "تصدر القائمة بهامش كبير" في عام 2011. وفي عام 2016 صنفته نفس المجلة كأعظم عازف طبول على الإطلاق في قائمة تضم 100 أعظم عازف طبول على الإطلاق. ووفقًا لصحيفة لوس أنجلوس تايمز حتى بعد كل هذه السنوات لا يزال بونهام يُصنف كأفضل عازف طبول على الإطلاق، مشيرًا إلى أن "إيقاعه لا يزال قويًا للغاية ... ولم يحقق أي شخص آخر هذا التوازن بين العضلات والإيقاع والاستعراض."
اجتمع أعضاء فرقة ليد زيبلين الناجون للعب في لايف إيد في عام 1985 واستعانوا بعازفي طبول فيل كولينز وتوني تومسون ليحلوا محله. وفي يونيو 2017 حصل منزل طفولة جون بونهام على لوحة زرقاء تكريمًا له.
في 31 مايو 2018 وفي الذكرى السبعين لميلاد بونهام تم الكشف عن تمثال في مسقط رأسه ريديتش بإنجلترا لإحياء ذكراه. هذا التمثال البرونزي من عمل النحات مارك ريتشاردز ويزن حوالي 2.5 طن وتم تركيبه في ساحة ميرسيان. وقد تم تغطيته بطلاء مضاد للكتابة على الجدران وتم نقش الكلمات التالية عليه: "عازف الطبول الأكثر تميزًا وأصالة في عصره جون بونهام لا تزال شعبيته وتأثيره يتردد صداها في عالم الموسيقى وما بعده." وبعد تركيب النصب التذكاري البرونزي في تشيرش جرين، تم تنظيم حدث موسيقي خاص للاحتفال بعيد ميلاد بونهام.

## الفهرس
- بونهام، ميك (2003). بونهام من بونهام: أخي جون . سوليهل: منشورات إيكاروس.(ردمك 0-9545717-0-3)رقم الكتاب الدولي المعياري 0-9545717-0-3.
- بونهام، ميك (2005). جون بونهام: القوة الدافعة وراء فرقة ليد زيبلين . دار ساوث بانك للنشر.(ردمك 1-904915-11-6)رقم الكتاب الدولي المعياري 1-904915-11-6.
- بول مكارتني وأجنحة. أجنحة بسرعة الصوت نسخة محفوظة 10 February 2021 على موقع واي باك مشين. (مجموعة صندوق).
- براتو، جريج (2020). بونزو: 30 عازفو الطبول في فرقة روك يتذكرون الأسطورة جون بونهام . نُشرت بشكل مستقل.(ردمك 979-8-645-37000-8)رقم الكتاب الدولي المعياري 979-8-645-37000-8.
- ويلش، كريس ونيكولز، جيف (2001). جون بونهام: رعد الطبول . سان فرانسيسكو: باكبيت بوكس.(ردمك 0-87930-658-0)رقم الكتاب الدولي المعياري 0-87930-658-0.

## روابط خارجية
- الموقع الرسمي لفرقة Led Zeppelin
- جون بونهام.co.uk
- صفحة جون بونهام على موقع Drummerworld
- فيديوهات وصور واقتباسات جون بونهام على TotalDrumsets.com
- 23 مقطوعة موسيقية من تأليف جون هنري بونهام
- [http://www.imdb.com/name/nm0094496/ John Bonham

] في قاعدة بيانات الأفلام على الإنترنت